# Félix Salinas
Félix Salinas (ur. 11 maja 1939, zm. w październiku 2021) – piłkarz peruwiański grający podczas kariery na pozycji obrońcy.

## Kariera klubowa
Félix Salinas podczas kariery piłkarskiej w klubie Universitario Lima. Z Universitario trzykrotnie zdobył mistrzostwo Peru w 1967, 1969 i 1971.

## Kariera reprezentacyjna
W reprezentacji Peru Salinas zadebiutował 5 lutego 1970 w przegranym 0-2 towarzyskim meczu z Czechosłowacją. W 1970 Salinas uczestniczył w Mistrzostwach Świata. Na turnieju w Meksyku był rezerwowym i nie wystąpił w żadnym meczu. Ostatni raz w reprezentacji wystąpił 9 sierpnia 1972 w wygranym 3-2 towarzyskim meczu z Meksykiem. Od 1970 do 1972 rozegrał w reprezentacji 12 spotkań.